# Buitenplaats
Ein Buitenplaats oder eine Hofstede ist die niederländische Bezeichnung für eine (Sommer-)Residenz von wohlhabenden Stadtbewohnern. Berühmte niederländische Besitzer von Buitenplaatsen waren Constantijn Huygens, Cornelis de Graeff, Admiral Cornelis Tromp und Isaac de Pinto.

## Geschichte
Im 17. Jahrhundert, dem Goldenen Zeitalter, waren die Niederlande eine blühende Handelsnation, was zum großen Teil auf die Gründung der Niederländischen Ostindien-Kompanie im Jahr 1602 (Vereenigde Oostindische Compagnie oder VOC) und der Niederländischen Westindischen Kompanie (Geoctroyeerde West-Indische Compagnie oder WIC) zurückzuführen ist. Gebildete und durch koloniale Investitionen reichgewordene Stadtbewohner investierten ihr Vermögen in Landhäuser und Grundbesitz. Diese dienten nicht nur als Statussymbol, sondern boten den Bewohnern auch die Möglichkeit, dem Stadtleben zu entfliehen. Wegen schlechten hygienischen Zuständen brachen vor allem im Sommer Krankheiten wie die Pest aus, sodass diejenigen, die es sich leisten konnten, den Sommer lieber auf dem Land verbrachten. Auf dem Grundstück wurde ein Bauernhof gebaut und verpachtet, damit sich die Investition rentierte. Der Bauernhof hatte einen separaten Flügel, der luxuriös eingerichtet war. Bauernhöfe mit einem solchen Flügel werden als Hofstede bezeichnet. Mitte des 17. Jahrhunderts, als viele Eigentümer noch wohlhabender wurden, konnten sie es sich leisten, neben dem Bauernhof ein separates Landhaus zu bauen. Es entstanden sehr luxuriöse Landhäuser mit barocken, symmetrischen Ziergärten, außerdem wurden auch mittelalterliche Schlösser von Adeligen zu komfortablen Sommerresidenzen umgebaut: den Buitenplaatsen.
Der Pächter bewirtschaftete das Land weiter, er versorgte die Familie mit Obst und Gemüse oder diente als Bootsführer oder Fahrer für die Sommergäste. Die Besitzer interessierten sich oft sehr für Botanik und den Anbau von (subtropischen) Zierpflanzen in Gewächshäusern oder an einer Serpentinenmauer. Bekannte Eigentümer waren Joan Huydecoper van Maarsseveen, George Clifford, Johannes Burman oder Willem Röell, die u. a. im Dienst des Hortus Botanicus Amsterdam standen.
Buitenplaatsen sind landschaftlich sehr reizvoll gelegen und waren gut aus der Stadt erreichbar, sodass die Eigentümer im Sommer zwischen Buitenplaats und ihrem Wohnort 'pendeln' konnten, falls das nötig war. Oft liegen Buitenplaatsen am Wasser, denn die Einrichtung neuer Wasserstraßen machte es möglich, den Hausrat und die Besucher per Boot zu transportieren, was viel einfacher als der Transport auf dem Landweg war. Sie lagen zum Beispiel an der Vechte, der Amstel, im Kennemerland, in Het Gooi, am Vliet, in der Nähe der Dünen von Wassenaar und Den Haag. In Gegenden, wo sich viele Buitenplaatsen befinden, spricht man von einer Landgoederenzone (Landhausregion).
Buitenplaatsen sind nicht mit Schlössern zu verwechseln, denn Schlösser waren in der Regel im Besitz von Adeligen, während Buitenplaatsen der Bevölkerungsgruppe des Bürgertums gehörten.
Der Mittelpunkt eines Buitenplaats war das Herrenhaus, aber auch der Garten spielte eine wichtige Rolle. Um das Haus herum war ein Lustgarten angelegt, in der ersten Hälfte des 18. Jahrhunderts dominierten geometrische und symmetrische Formen, während in der zweiten Hälfte des Jahrhunderts der natürliche Landschaftsstil in Mode kam. In den Gärten wurden Springbrunnen, Statuen und sogar Menagerien angelegt, in denen exotische Tiere wie Pfaue gehalten wurden. Meist gab es auch eine Orangerie mit exotischen Pflanzen und andere Gestaltungselemente, z. B. ein Teehaus, eine Voliere oder eine Muschelgrotte. Auch ein Nutzwald gehörte oft zu einem Buitenplaats.
In der batavischen Republik (1795–1806) wurde die öffentliche Verwaltung zentralisiert und verloren viele Stadtherren ihre politische Macht. Besitz wurde konfisziert und einige Buitenplaatsen wurden abgerissen. Zudem wurde das Erbrecht dahingehend geändert, dass Besitztümer unter allen Erbberechtigten aufgeteilt werden mussten. Die Besitzer kamen zunehmend in finanzielle Not, da wegen der hohen Staatsverschuldung nur geringe Staatsanleihen ausgezahlt wurden. Im 19. und 20. Jahrhundert wurden im Dünengebiet viele Buitenplaatsen abgerissen, weil der Verkauf von Sand für die Errichtung von Straßen und Bahnstrecken sehr lukrativ war.

## Definition des Historischen Buitenplaats
Der Rijksdienst voor het Cultureel Erfgoed definiert den Historischen Buitenplaats wie folgt (Übersetzung aus dem Niederländischen):
„Ein Historischer Buitenplaats muss angelegt sein. Er kann Teil eines Landguts sein. Ein Buitenplaats besteht aus einem (möglicherweise nicht mehr vorhandenen) befestigten Haus, Schloss, Landhaus oder Herrenhaus, mit Nebengebäuden, umgeben von Gärten und/oder einem Park mit mindestens einem dieser Gestaltungselemente: Wassergraben, Wasserspiel, Allee, Baumgruppen, Parkwälder, (Zier-)Wiesen, Gemüsegarten, Ornamente.
Die einzelnen Elemente, die ein Ensemble bilden, wie Grünanlagen (mit Bepflanzung), Alleen, Wasserspiele und Wasserläufe, Gebäude, Bauwerke und Ornamente, sind historisch und architektonisch durch die Garten- und Parkgestaltung und deren Nutzung miteinander verbunden und bilden ein untrennbares Ganzes. Die Gebäude, Bauwerke und Gartenornamente, die Teil der Gestaltung oder Anlage des Gartens und/oder Parks sind oder im Zusammenhang mit dem ursprünglichen Zweck genutzt werden, sind Teil des Historischen Buitenplaats.“

## Jahr des Historischen Buitenplaats
Das Jahr 2012 war das Jahr des Historischen Buitenplaats. Die Stiftung Themenjahr Historischer Buitenplaats 2012 wollte mit diesem Themenjahr noch mehr Menschen mit Historischen Buitenplaatsen bekannt machen und damit auf die Erhaltung dieses wichtigen Kulturerbes aufmerksam machen.

## Canon van Nederland
Buitenplaatsen wurden in den Canon van Nederland (Zusammenfassung der Geschichte der Niederlande für den Schulunterricht) aufgenommen.

## Bekannte Buitenplaatsen
- Das Catshuis in Den Haag wurde 1643 von Jacob Cats auf dem Buitenplaats Sorghvliet errichtet.[9] Heute dient das Catshuis als Dienstwohnung des niederländischen Ministerpräsidenten.
- Hofwijk wurde um 1640 für den Diplomaten und Dichter Constantijn Huygens gebaut. Nach seinem Tod bewohnte sein Sohn, der Wissenschaftler Christiaan Huygens[10] das Gebäude. Heute ist es ein Museum.
- Paleis Het Loo in Apeldoorn war zwischen 1686 und 1975 die Sommerresidenz niederländischer Statthalter und Könige. Statthalter Willem III. kaufte 1684 das mittelalterliche Schloss Het Oude Loo und baute daneben ein Jagdschloss, das heutige Palais Het Loo.[11] Willem und seine Frau Maria ließen als Zeichen ihrer Macht und ihres Reichtums einen prachtvollen, symmetrischen Garten mit seltenen Pflanzen, Blumen und Springbrunnen anlegen.[12]